# 汪起鳳
汪起鳳（？—？），字來虞，南直隶蘇州府吴县人，明朝政治人物。

## 生平
万历二十八年（1600年）庚子科应天乡试舉人，萬曆二十九年（1601年）聯捷辛丑科進士。除廣東揭阳县知县，改邯郸，升工部主事，督山西木厂，疏劾内官王朝纵役盗木，朝坐贬，进员外郎、郎中。
擢江西右参政，分巡南瑞，妖民程鹏聚众，推孽宗朱谋赣、朱谋坒为盟主，僭稱偽號，起鳳密捕鹏等杖殺之，默消大难。迁按察使，分巡岭北道。虔州兵鼓噪，逐参将夏永清，焚其署，起凤罪为首者，事始定。
天啓三年（1623年），擢廣東右布政使，不久轉左，時值歲荒，闔郡饑民洶洶。鳳下車即為調劑，首率諸司捐賑，人心遂安。又通西粤米商，請督府各給符牒，俾税關毋得榷及粟米，於是米商大集，米價日減。先是軍食多不即發，數至脱巾。起鳳剔夙弊，度支如期，士以宿飽。海寇劉香老等作亂，用兵惠潮，前後轉餉不匱，賊平，論功居首。歲運雜料赴都，向皆衛弁鑽營，往往乾没，至是悉罷。軍官不用，以賢能佐貳督之，遂著為例。有奸民依託勢豪，告承雜餉者，諭令彚領給帖，俟諸奸悉集，均與杖，荷校而出，人大稱快。涖任六載，恩威並著，舉卓異，推浙江巡撫。以不附璫，忤魏忠贤。且粤東獨無忠賢祠，益怒，矯旨誣以依傍門戶，與督府何士晋同日奪職。
崇禎初，以原銜起用，推補海南學道，卒于官，粤人思之，祀名宦。